# Guerlesquin

Guerlesquin este o comună în departamentul Finistère, Franța. În 1 ianuarie 2022 avea o populație de 1.259 de locuitori.